# همخوانی فاز
همخوانی فاز معیاری برای اهمیت ویژگی در تصاویر کامپیوتری است. این روش برای تشخیص لبه میباشد که بطور ویژه‌ در برابر تغییرات روشنایی و کنتراست قدرتمند است.

### پایه ها
همخوانی فاز، رفتار تصویر را در حوزه فرکانس نشان میدهد.. ویژگی‌های لبه‌مانند ،بسیاری از اجزای فرکانس خود را در یک فاز دارند. این مفهوم شبیه انسجام است، با این تفاوت که همخوانی فاز برای توابع با طول موج‌های متفاوت کاربرد دارد.
برای مثال، تجزیه فوریه یک موج مربعی شامل توابع سینوسی است که فرکانس‌های آن مضارب فرد فرکانس پایه میباشد. در لبه‌های بالارونده موج مربع، هر جزء سینوسی دارای یک فاز افزایشی است؛ فازها حداکثر همخوانی را در لبه‌ها دارند. این مربوط به لبه‌های درک شده توسط انسان در یک تصویر است که در آن تغییرات شدید بین نور و تاریکی وجود دارد.

### تعریف
همخوانی(تطابق) فاز، تراز وزنی اجزای فوریه یک سیگنال {\displaystyle A_{\rm {n}}} را با مجموع مولفه های فوریه مقایسه میکند.
{\displaystyle PC(t)=\max _{\bar {\phi }}{\frac {\sum _{\rm {n}}A_{\rm {n}}\cos(\phi _{\rm {n}}(t)-{\bar {\phi }})}{\sum _{\rm {n}}A_{n}}}}
جایی که {\displaystyle \phi _{\rm {n}}}  فاز محلی یا  لحظه‌ای است، می توان با استفاده از تبدیل هیلبرت و  {\displaystyle A_{\rm {n}}}، دامنه محلی یا انرژی سیگنال را مورد محاسبه قرار داد . زمانی که تمام فازها در یک راستا قرار بگیرند، این مقدار برابر با 1 است.
روش های بسیاری برای پیاده سازی  همخوانی فاز توسعه داده شده که دو نسخه از آنها به صورت متن باز موجود میباشد  ، یکی برای متلب  و دیگری به عنوان یک افزونه برای نرم‌افزار ImageJ در جاوا نوشته شده است. 
با توجه به نمادهای مختلف استفاده شده برای فرمولاسیون آن،به تازگی یک نسخه یکپارچه ارائه شده که در آن روشی برای تنظیم پارامتر نیز ارائه شده است. 

### مزایای
مثال موج مربعی ساده‌انگارانه مباشد چرا که اکثر روش های تشخیص لبه با آن به همان اندازه خوب برخورد می کنند. به عنوان مثال، مشتق اول دارای حداکثر مقدار در لبه ها می‌باشد . با این حال، مواردی وجود دارد که لبه شناسایی شده دارای یک پله تیز یا مشتق بزرگ نیست. روش همخوانی فاز، در بسیاری از موارد که دیگر روش‌ها شکست می‌خورند اعمال می‌گردد.
یک مثال قابل توجه، ویژگی تصویریست متشکل از یک خط واحد مانند حرف "l". بسیاری از الگوریتم‌های تشخیص لبه، دو لبه مجاور را انتخاب می‌کنند : انتقال از سفید به سیاه و بالعکس . از سوی دیگر، نقشه همخوانی فاز دارای یک خط است.  قیاس ساده فوریه از این حالت، یک موج مثلثی میباشد ؛ در هر یک از تاج‌های آن، همخوانی تاج‌هایی از توابع مختلف سینوسی وجود دارد .

### معایب
محاسبه نقشه همخوانی فاز یک تصویر از نظر محاسباتی بسیار شدید بوده و به نویز تصویر حساس میباشد. . تکنیک‌های کاهش نویز معمولاً پیش از محاسبه اعمال میشوند.

### لینک های خارجی
- صفحه تحقیق پیتر کووسی ، فهرست مقالات پژوهشی، تصاویر نمونه و پیاده سازی.
- سخنرانی پروفسور مایکل برادی .